# Lenex
Lenex steht für LEN Exchange Format, ein Datenformat zum Austausch von Daten im europäischen Schwimmsport. Die aktuelle Version des Formates ist 3.0.

## Aufbau
Dateien im Lenex-Format haben üblicherweise die Dateiendungen LEF oder LXF. Dateien mit der Dateiendung LEF sind gewöhnlich UTF-8-kodiert, die Dateien mit der Dateiendung LXF enthalten eine ZIP-gepackte LEF Datei.
Das Lenex-Format basiert auf der Auszeichnungssprache XML. Für das Format steht aktuell kein XML-Schema (XSD) zur Verfügung. Ein Grund hierfür dürfte in der Historie liegen, schließlich wurde die XML-Spezifikation erst 1998 durch das W3C herausgegeben und war somit recht neu und noch nicht so etabliert, als das Lenex-Format 1999 in Planung ging. Darüber hinaus sind zusätzliche Einschränkungen mit dem Format verknüpft, die in einem XML-Schema schlecht oder gar nicht darstellbar sind.
Alle XML-Elemente und Attribute sind ausführlich in der Lenex-Dokumentation (englisch) beschrieben.

## Geschichte
Durch die Initiative des Schweizers Christian Kaufmann fanden sich 1999 verschiedene Entwickler, vornehmlich ehemalige Schwimmer, zusammen, die sich zur Aufgabe gemacht hatten, ein neues Datenaustauschformat für den Schwimmsport zu entwickeln. Ziel war es, die stark unterschiedlichen nationalen Austauschformate durch ein einheitliches europäisches Format zu ersetzen. Die Version 1 des Lenex-Formats entstand und wurde im Jahr 2000 freigegeben.
Die Diskussion und Entwicklung der Version 2.0 startete 2004. Am 12. Oktober 2004 wurde die erste öffentliche Version 2.0 freigegeben. Am 4. Juni 2007 wurde die letzte Änderung an dieser Version publiziert.
Im November 2008 starteten die Arbeiten an der aktuellen Version 3.0. Am 17. März 2010 wurde die Produktion an dieser Version durch die Veröffentlichung der Dokumentation durch Christian Kaufmann abgeschlossen.